# The Gingerdead Man
The Gingerdead Man is een Amerikaanse horror-komedie uit 2005 onder regie van Charles Band. Gary Busey speelt de Gingerdead Man, die een lokale bakkerij in een kleine stad terroriseert. De film heeft ook acteurs Robin Sydney, Jonathan Chase, Alexia Aleman, Margaret Blye en Larry Cedar in de hoofdrollen.

## Verhaal
Een kwaadaardig doch schattig mannetje van gemberkoek komt tot leven met de ziel van een moordenaar. De nu levende lekkernij is uit op wraak op de vrouw die hem door haar getuigenis in de elektrische stoel deed belanden.

## Rolverdeling
- Gary Busey: Millard Findlemeyer/The Gingerdead Man(stem)
- Robin Sydney: Sarah Leigh
- Ryan Locke: Amos Cadbury
- Larry Cedar: Jimmy Dean
- Jonathan Chase: Brick Fields

## Vervolgen
- Gingerdead Man 2: Passion of the Crust (2008)
- Gingerdead Man 3: Saturday Night Cleaver (2011)
- Gingerdead Man Vs. Evil Bong (2013)